# غوردون غراي
غوردون غراي (بالإنجليزية: Gordon Gray)‏ هو سياسي أمريكي، ولد في 30 مايو 1909 في بالتيمور في الولايات المتحدة، وتوفي في 26 نوفمبر 1982 في واشنطن العاصمة في الولايات المتحدة. حزبياً، نشط في الحزب الجمهوري.

## مناصب
- انتخب عضو مجلس ولاية كارولاينا الشمالية.
- انتخب Assistant Secretary of Defense for International Security Affairs [الإنجليزية]‏ (14 يوليو 1955 – 27 فبراير 1957).
- انتخب مستشار الأمن القومي الأمريكي (24 يونيو 1958 – 13 يناير 1961).
- انتخب وزير الجيش الأمريكي [الإنجليزية]‏ (28 أبريل 1949 – 12 أبريل 1950).

## روابط خارجية
- غوردون غراي على موقع مونزينجر (الألمانية)
- غوردون غراي على موقع إن إن دي بي (الإنجليزية)